# Bhimsenthapa
Pour la personnalité népalaise, voir Bhimsen Thapa.
Bhimsenthapa (en népalais : भिमसेनथापा) est une municipalité rurale du Népal située dans le district de Gorkha. Au recensement de 2011, elle comptait 22 033 habitants.
Elle regroupe les anciens comités de développement villageois de Masel, Tandrang, Dhawa, Baguwa, Asrang et Borlang.